# Відчайдушний месник
Відчайдушний месник — кримінальний бойовик 2010 року.

## Сюжет
Секретний агент Боббі ніколи не потребував ані напарника, ані прикриття, ані зайвої опіки начальства. Щоразу у самісіньке пекло «гарячих точок» потрапляв саме він, вибираючись із м'ясорубки живим-здоровим, перемагаючи бойовиків, гангстерів, убивць і божевільних ґвалтівників. Схоже, цього разу все буде інакше.